# Каминиця
Каминиця, П'ятра (рум. Piatra) — село у повіті Марамуреш в Румунії. Входить до складу комуни Ремета.
Село розташоване на відстані 441 км на північний захід від Бухареста, 36 км на північ від Бая-Маре, 135 км на північ від Клуж-Напоки.

## Населення
За даними перепису населення 2002 року у селі проживали 415 осіб.
Національний склад населення села:
| Національність | Кількість осіб | Відсоток |
| -------------- | -------------- | -------- |
| угорці         | 238            | 57,3%    |
| румуни         | 135            | 32,5%    |
| українці       | 42             | 10,1%    |

Рідною мовою назвали:
| Мова       | Кількість осіб | Відсоток |
| ---------- | -------------- | -------- |
| угорська   | 273            | 65,8%    |
| румунська  | 103            | 24,8%    |
| українська | 38             | 9,2%     |